# Rijksstad Obernai
Obernai (Duits: Oberehnheim) was een tot de Boven-Rijnse Kreits behorende rijksstad binnen het Heilige Roomse Rijk.
Obernai wordt in 778 voor het eerst vermeld. Het gebied is aanvankelijk in het bezit van de abdijen Munster en Hohenbourg. Aan het eind van de elfde eeuw bouwden de Hohenstaufen er een burcht. Omstreeks 1250 werd Oberehnheim vermeld als stad en omstreeks 1280 als rijksstad. De stad sloot zich in 1354 aan bij de Tienstedenbond.
Tot het gebied van de rijksstad behoorden ook het slot Kagenfels in het Klingenthal en het dorp Bernhardsweiler.
Het Verdrag van Münster van 1648 leverde de stad een onduidelijke status op: enerzijds gaf paragraaf 73 de landvoogdij Haguenau met de daarbij horende rechten over de stad aan Koninkrijk Frankrijk, anderzijds verplichtte Frankrijk zich in paragraaf 87 om de  rijksvrije status van de stad te respecteren. In 1674 bezette Lodewijk XIV van Frankrijk echter de rijksstad. Vervolgens werd de stad in het kader van de reunionspolitiek in 1680 door Frankrijk geannexeerd. In de Vrede van Rijswijk van 1697 erkenden de Europese mogendheden de inlijving van de rijksstad.